# Waldtraut von Bohlen und Halbach

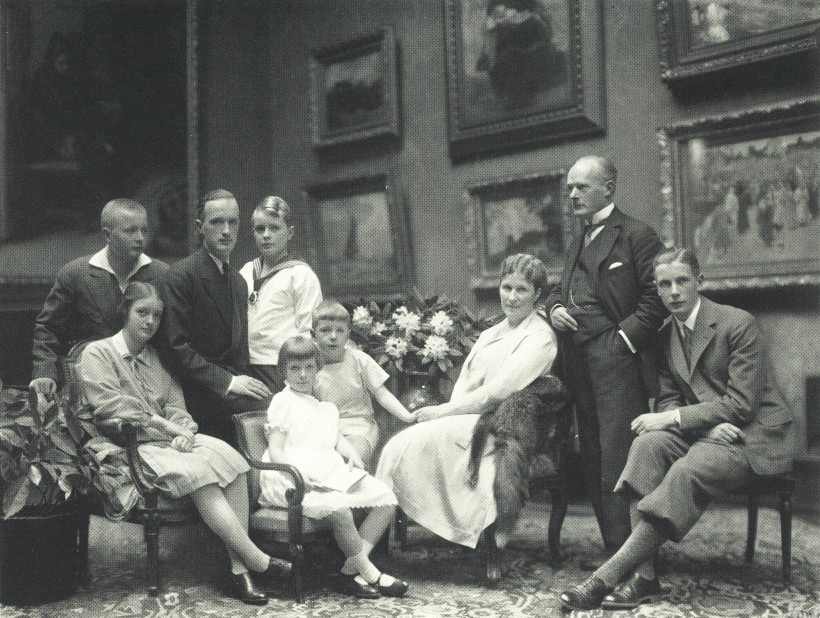
Porträt der Familie Gustav Krupp von Bohlen und Halbach 1928 von Nicola Perscheid; sitzend als zweite von links: Waldtraut

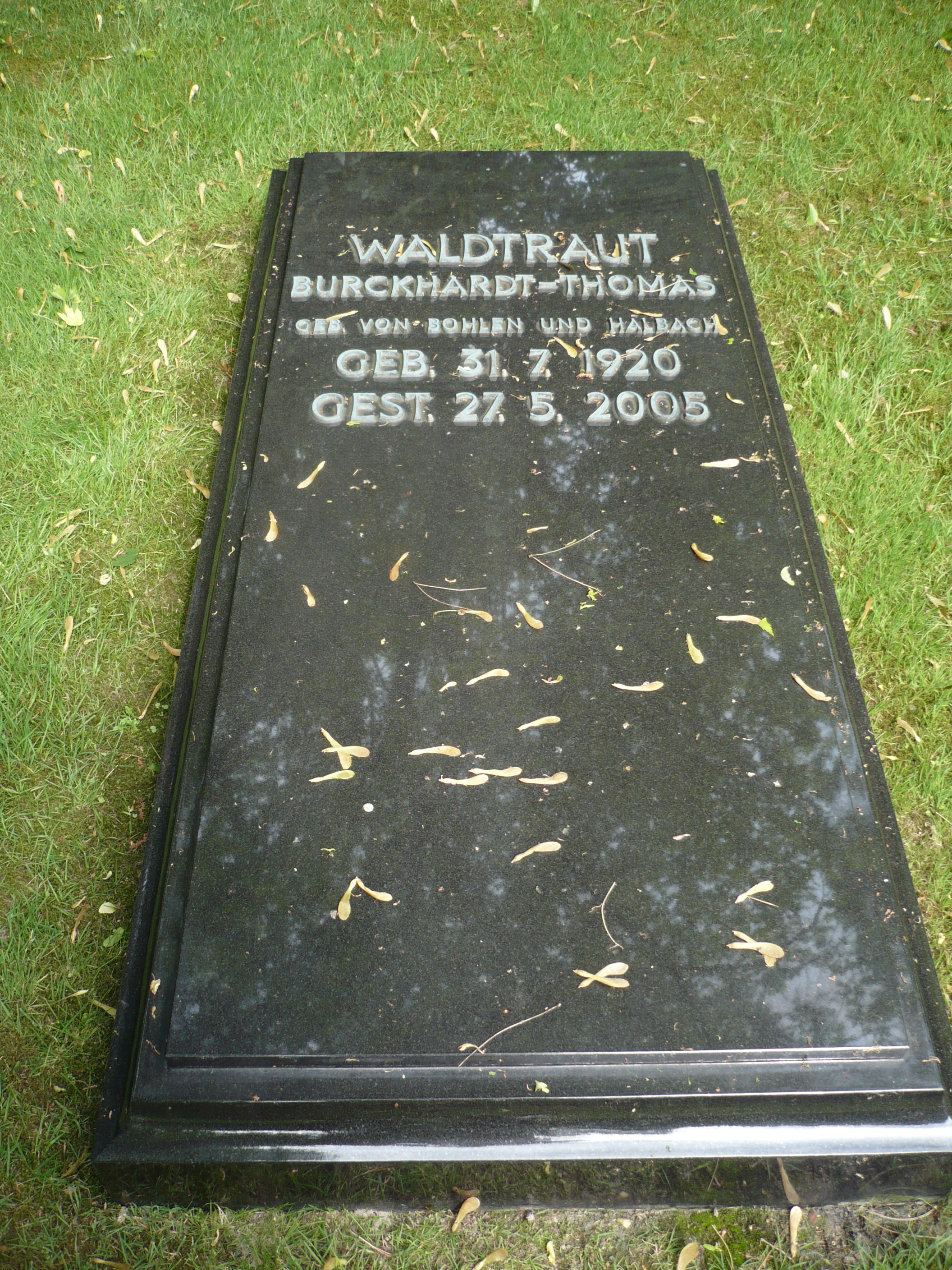
Grab auf dem Friedhof Bredeney in Essen

Waldtraut Elisabeth Mechthild von Bohlen und Halbach (* 31. Juli 1920 auf Jagdschloss Sayneck, Großmaischeid; † 27. Mai 2005), geschiedene Thomas, verheiratete Burckhardt, war eine jüngere Schwester von Alfried Krupp von Bohlen und Halbach. Sie und ihre sieben Geschwister stammten mütterlicherseits aus der Familie Krupp, väterlicherseits aus der Familie von Bohlen und Halbach.

## Leben
Waldtraut war eines der acht Kinder von Gustav Krupp von Bohlen und Halbach und seiner Frau Bertha. Sie verbrachte ihre Jugend in der von ihrem Urgroßvater, dem Stahlindustriellen Alfred Krupp, erbauten Villa Hügel in Essen.
Am 15. November 1943 wurde sie wie ihre vier zu diesem Zeitpunkt noch lebenden Geschwister und Sita von Medinger, die Witwe ihres 1940 gefallenen Bruders Claus, durch den von Hitler unterzeichneten „Erlaß des Führers über das Familienunternehmen der Firma Fried. Krupp“ vom Erbe ausgeschlossen, damit ihr ältester Bruder Alfried die Firma Krupp ohne Zahlung einer Erbschaftssteuer übernehmen konnte.
Sie heiratete am 12. März 1942 den Berliner Textilunternehmer Henry Thomas. Aus dieser Ehe gingen die Kinder Diana Maria (geb. 1944) und Regina (geb. 1945) hervor. 1961 heiratete sie in zweiter Ehe den Reeder Walter Burckhardt und lebte meistens in Argentinien auf ihrer Estancia Ampascachi.
Ihre Tochter Diana Maria Friz betätigte sich u. a. als Krupp-Biographin und verfasste Werke über Margarethe Krupp (Das Leben meiner Urgroßmutter) sowie Berthold Beitz und Alfried (Alfried Krupp und Berthold Beitz: Der Erbe und sein Statthalter).
Anfang der 1950er Jahre verpflichtete sich ihr in den Nürnberger Prozessen verurteilter Bruder Alfried nach seiner vorzeitigen Entlassung aus dem Kriegsverbrechergefängnis Landsberg im Mehlemer Vertrag, ihr und ihren drei weiteren noch lebenden Geschwistern sowie Arnold, dem Sohn des 1940 gefallenen Bruders Claus, jeweils eine Abfindung in Höhe von 11 Millionen DM als Entschädigung für den Erbverzicht zu zahlen. Die Mehlemer Verträge sollten der Entflechtung des Krupp-Konzerns nach dem Krieg dienen.
In den 1990er Jahren versuchten ihre Tochter Diana und andere Mitglieder der nächsten Generation vergeblich, gerichtlich einen ständigen Sitz für die Familie im Kuratorium der Alfried Krupp von Bohlen und Halbach-Stiftung zu erstreiten.

## Ehrungen
In Essen ist die Waldtrautstraße nach ihr benannt, die unweit der Villa Hügel an der Einfahrt zum Hügelpark in der Siedlung Brandenbusch (seinerzeit für Angestellte der Villa Hügel erbaut) liegt.